# Provincia di Firenze
La provincia di Firenze è stata una provincia italiana della Toscana; al 2014, anno della soppressione, contava 1 007 252 abitanti. Era la prima provincia toscana per numero di abitanti e la terza provincia toscana per superficie.
Confinava a nord e a est con l'Emilia-Romagna (province di Bologna, Forlì-Cesena e Ravenna), a sudest con la provincia di Arezzo, a sud con la provincia di Siena, a ovest con le province di Pisa, Lucca, Pistoia e Prato.

## Storia

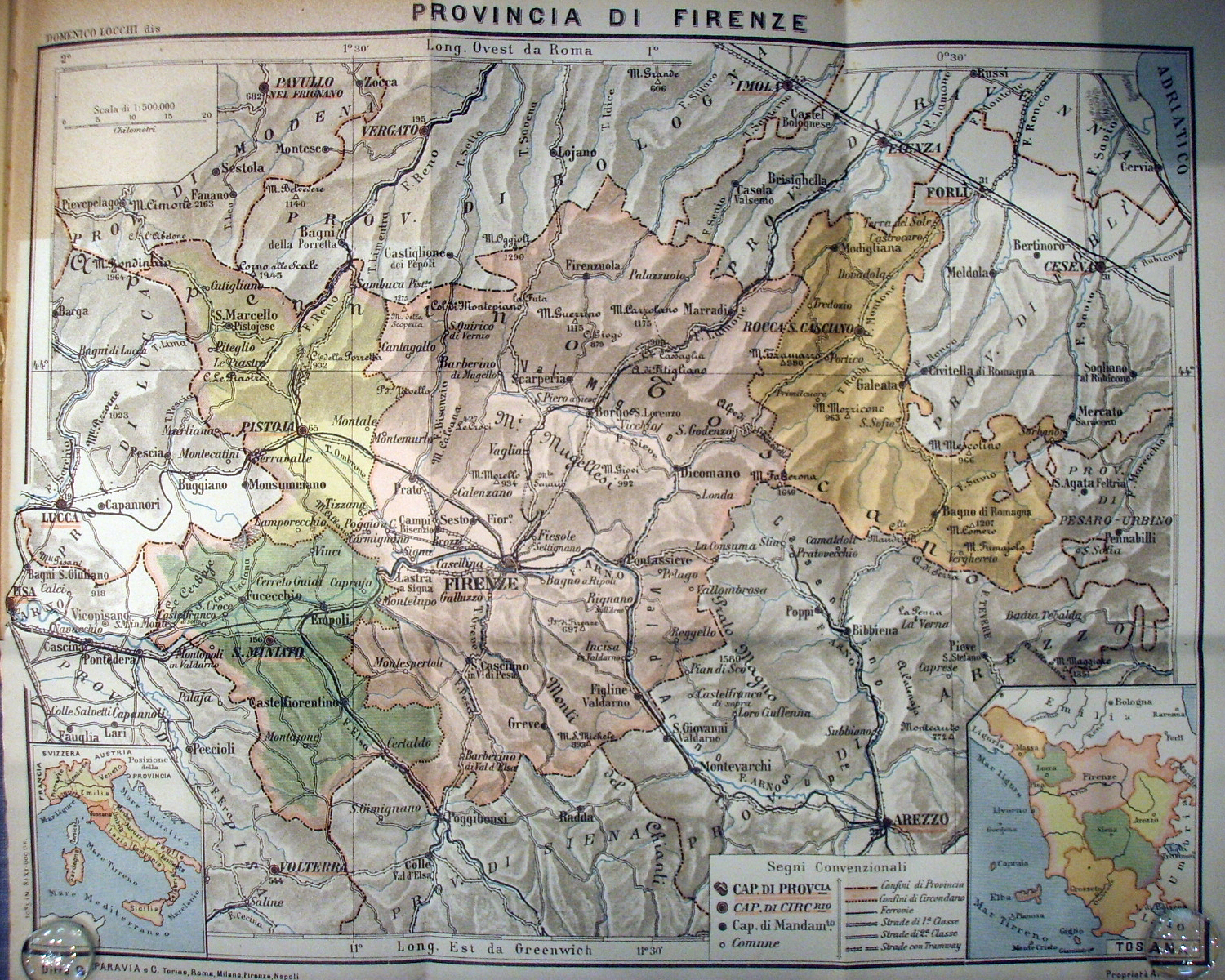
La provincia di Firenze all'inizio del 1923.

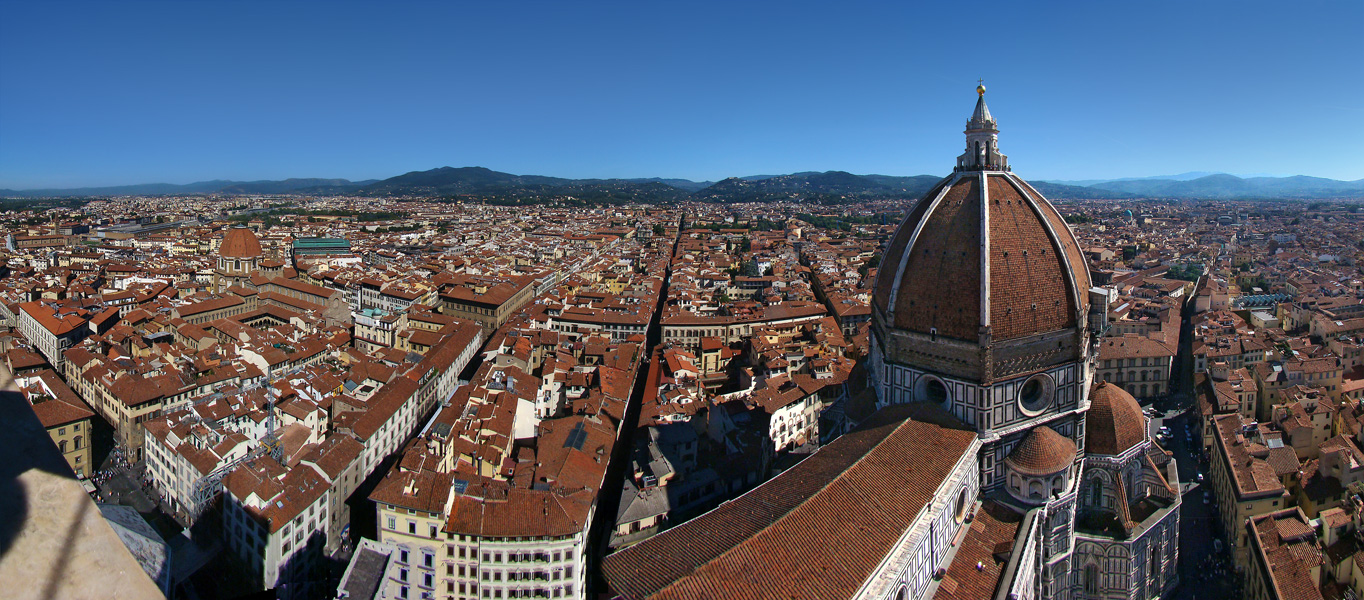
Panorama di una parte di Firenze

La provincia deriva dall'omonima prefettura granducale istituita nel 1848, che comprendeva la parte più antica dei domini fiorentini. Precedentemente, fin dall'epoca comunale era costituita dal "nobile contado fiorentino" (XIV secolo), suddiviso nei tre grossi vicariati di Scarperia e Mugello, San Giovanni Valdarno e alto Valdarno, Certaldo e Chianti, ripartiti in varie podesterie e numerose leghe rurali, e dal "Distretto fiorentino", costituito dalle città, borghi e terre sottomesse da Firenze durante i secoli.
Con l'unità d'Italia, venne creato, nel 1860, il compartimento fiorentino, sostanzialmente sovrapposto alla prefettura granducale, presieduto da Luigi Guglielmo Cambray-Digny, che manterrà la carica fino al 1906.
Nel 1865, con l'approvazione della legge comunale e provinciale (legge del 20 marzo 1865, n. 2248), furono definite le province, governate da un consiglio provinciale eletto, ma presieduta dal prefetto di nomina regia.
Con la legge 30 dicembre 1888 n. 5865 il consiglio elegge il presidente Paolo Onorato Vigliani, a cui succede nel 1919 Gismondo Morelli Gualtierotti.
In seguito all'ascesa del regime fascista, nel 1922, il consiglio e la deputazione provinciale sono sciolti e sostituiti da una commissione straordinaria. 
Inizia un periodo di distacchi territoriali. Nel 1923 avviene il distacco del circondario di Rocca San Casciano, la cosiddetta "Romagna toscana" (comuni di Bagno di Romagna, Dovadola, Galeata, Modigliana, Portico e San Benedetto, Premilcuore, Rocca San Casciano, Santa Sofia, Sorbano, Castrocaro Terme e Terra del Sole, Tredozio e Verghereto), il cui territorio venne annesso alla provincia di Forlì.
Nel 1925 avvenne la cessione alla provincia di Pisa dei comuni di Castelfranco di Sotto, Montopoli in Val d'Arno, San Miniato, Santa Croce sull'Arno e Santa Maria a Monte, e la creazione del nuovo circondario di Prato con sette comuni.
Nel 1927 venne distaccato il territorio del circondario di Pistoia (più il comune di Tizzana), che costituì la nuova provincia di Pistoia. Non andò in porto il progetto di trasformazione in provincia del circondario di Empoli, lanciato da un deputato fascista della zona, sembra per il veto del Duce che non aveva dimenticato i fatti del 1921 avvenuti nella cittadina. Nello stesso anno fu abolito il circondario di Prato: il regime fascista cercò di placare le ire dei pratesi, che avevano visto contemporaneamente l'elevazione a provincia dell'eterna rivale Pistoia, nominando spesso un loro concittadino a capo della Provincia e dando inizio a un'imponente serie di lavori pubblici.
Il regime fascista promulgò la legge comunale e provinciale del 1928, che pose a vertice della provincia un preside in luogo della deputazione e un rettorato, composto da 4 a 8 rettori, al posto del consiglio, entrambi nominati su proposta del Ministro dell'Interno.
Nel 1934 la proposta di passare alla regione Emilia-Romagna i tre comuni di quello che rimaneva della Romagna toscana (Firenzuola, Palazzuolo sul Senio e Marradi) fu bloccata dal gerarca fiorentino Alessandro Pavolini, nome emergente del regime, che prese le difese dei confini provinciali già drasticamente ridotti nei dieci anni precedenti.
Durante la seconda guerra mondiale, l'11 agosto 1944 il Comitato Toscano di Liberazione Nazionale, al termine della battaglia per la liberazione di Firenze, si insediò in Palazzo Medici Riccardi (sede della provincia) e ristabilì la Deputazione provinciale, sancita da un decreto del 4 aprile 1944 (R.D.L. 4 aprile 1944, n. 11). Primo presidente fu Mario Augusto Martini. La nomina resterà prefettizia fino alle elezioni del 1951.
A seguito della nuova legge dell'8 marzo 1951, n. 122, il 10 giugno si tennero le elezioni e, il 10 luglio, il nuovo consiglio provinciale elesse presidente Mario Fabiani, primo sindaco della Firenze nel dopoguerra, che rimarrà in carica fino al 1962.
Nel 1992 avvenne il distacco dei comuni di Prato, Cantagallo, Carmignano, Montemurlo, Poggio a Caiano, Vaiano e Vernio, che formarono la nuova provincia di Prato.
Dal 1º gennaio 2015, la provincia di Firenze è stata soppressa e sostituita dall'omonima città metropolitana, ente territoriale con nuovi poteri, istituito a seguito della riforma costituzionale e delle leggi conseguenti.

## Comuni
Appartenevano alla provincia di Firenze i seguenti 41 comuni:
- Bagno a Ripoli
- Barberino di Mugello
- Barberino Tavarnelle
- Borgo San Lorenzo
- Calenzano
- Campi Bisenzio
- Capraia e Limite
- Castelfiorentino
- Cerreto Guidi
- Certaldo
- Dicomano
- Empoli
- Fiesole
- Figline e Incisa Valdarno
- Firenze
- Firenzuola
- Fucecchio
- Gambassi Terme
- Greve in Chianti
- Impruneta
- Lastra a Signa
- Londa
- Marradi
- Montaione
- Montelupo Fiorentino
- Montespertoli
- Palazzuolo sul Senio
- Pelago
- Pontassieve
- Reggello
- Rignano sull'Arno
- Rufina
- San Casciano in Val di Pesa
- San Godenzo
- Scandicci
- Scarperia e San Piero
- Sesto Fiorentino
- Signa
- Vaglia
- Vicchio
- Vinci